# Terapia schematów
Terapia schematów (TS) – podejście psychoterapeutyczne wywodzące się pierwotnie z terapii poznawczo-behawioralnej (CBT), integrujące w swoich założeniach podejście poznawczo-behawioralne z elementami terapii psychodynamicznej oraz terapii Gestalt. Ojcem Terapii Schematu jest Jeffrey E. Young. Zaliczana jest do terapii tzw. "3 fali CBT".

## Założenia teoretyczne terapii schematów
Podstawowymi pojęciami którymi operuje TS są:
- wczesne nieadaptacyjne schematy,
- obszary schematów,
- style radzenia sobie,
- tryby.

### Potrzeby emocjonalne
Według twórców, schematy powstają wskutek niezaspokojenia pięciu podstawowych potrzeb emocjonalnych człowieka do których zaliczają:
- bezpieczne przywiązanie do innych,
- autonomię, kompetencje i poczucie tożsamości,
- wolność wyrażania potrzeb i emocji,
- spontaniczność,
- realistyczne granice i samokontrolę.

### Obszary schematów
W modelu, którym posługuje się terapia schematów, istnieje pięć ogólnych obszarów schematów, którym towarzyszą zdefiniowane wczesne nieadaptacyjne schematy. Obszary te to:
- rozłączenie i odrzucenie,
- osłabiona autonomia i brak dokonań,
- uszkodzone granice,
- nakierowanie na innych,
- nadmierna czujność i zahamowanie.

#### Nieadaptacyjne schematy
Do obszarów tych zaliczają się poszczególne, zdefiniowane nieadaptacyjne schematy. Wyróżniono 18 nieadaptacyjnych schematów:
1. opuszczenie/niestabilność więzi,
2. nieufność/skrzywdzenie,
3. deprywację emocjonalną,
4. wadliwość/wstyd,
5. izolację społeczną/wyobcowanie,
6. zależność/niekompetencja,
7. podatność na zranienie lub zachorowanie,
8. uwikłanie emocjonalne,
9. porażkę,
10. roszczeniowość, wielkościowość,
11. niedostateczną kontrolę, samodyscyplinę,
12. podporządkowanie się,
13. samopoświęcenie,
14. poszukiwania samoakceptacji i uznania,
15. negatywizm/pesymizm,
16. zahamowanie emocjonalne,
17. nadmierne wymagania/nadmierny krytycyzm,
18. bezwzględną surowość.

Istnieje hipoteza wiążąca model nieadaptacyjnych schematów z biologią. Hipoteza opiera się na warunkowaniu lęku i traumy poprzez utrwalanie emocjonalne nieświadome w ciele migdałowatym.

#### Tryby
Tryb można określić jako stan emocjonalny bądź nastrój, który występuje w danym momencie. Czynnikami wywołującymi dany tryb może być: określone wspomnienie, krytyka, rozstanie. Pojedynczy tryb może być wyrażeniem wielu schematów (czyli wzorców), np. opuszczenia, nieufności albo podatności na zranienie.

## Terapia schematów w leczeniu zaburzeń osobowości
Terapia schematów stawia sobie za cele m.in. zwiększenie skuteczności terapeutycznej podejścia poznawczego wśród pacjentów z zaburzeniami osobowości. Terapia schematów wyewoluowała w sposób naturalny jako gałąź terapii poznawczo-behawioralnej, w drodze poszukiwania większej niż CBT skuteczności w leczeniu głębszych zaburzeń osobowości – jak np. zaburzenia borderline i stanowi modyfikację klasycznego podejście CBT stworzonego przez Aarona Becka.